# Йозеф Петцль
Йозеф Петцль (Joseph Petzl; 23 грудня 1803, Мюнхен — 23 квітня 1871, Мюнхен) — німецький художник-жанрист школи бідермаєр. Він залишив колекцію малюнків, що документують його повсякденне життя, любовні зв'язки та подорожі, які зараз зберігаються в Мюнхнерському міському музеї.